# Diofantische vergelijking
In de wiskunde is een diofantische vergelijking een algebraïsche vergelijking in twee of meer geheeltallige onbekenden. Diofantische vergelijkingen zijn vergelijkingen waarin een polynoom met gehele coëfficiënten in twee of meer geheeltallige variabelen gelijk aan 0 wordt gesteld en waarin minder vergelijkingen dan onbekende variabelen voorkomen. Het zijn daarmee onbepaalde vergelijkingen. De enige oplossingen die daarbij tellen zijn oplossingen met alleen gehele getallen. Voorbeelden van oplossingen die voorkomen zijn een algebraïsche kromme en een algebraïsch oppervlak.
De diofantische vergelijkingen zijn genoemd naar de derde-eeuwse Hellenistische wiskundige Diophantus van Alexandrië, omstreeks 250 n. Chr, die in zijn studies van deze vergelijkingen als een van de eersten symbolen in de algebra introduceerde. Een lineaire diofantische vergelijking is een vergelijking tussen twee sommen van eentermen van graad een en van constanten. Hoewel individuele diofantische vergelijkingen al door de hele geschiedenis heen zijn onderzocht, is het formuleren van theorieën om diofantische vergelijkingen mee op te lossen, behalve de theorie van de kwadratische vormen, een deel van de wiskunde dat zich in de 20e eeuw heeft ontwikkeld.

## Voorbeelden van diofantische vergelijkingen
| In de onderstaande diofantische vergelijkingen zijn, {\displaystyle x,y} en {\displaystyle z} de geheeltallige onbekenden. | |
| {\displaystyle ax+by=1} | Dit is een lineaire diofantische vergelijking. |
| {\displaystyle x^{n}+y^{n}=z^{n}}                                                                                          | Voor {\displaystyle n=2} zijn de gehele oplossingen {\displaystyle (x,y,z)} de pythagorese drietallen, hiervan zijn er oneindig veel (bijvoorbeeld (3, 4, 5) , (5, 12, 13), ..). Voor {\displaystyle n>2}, zegt de laatste stelling van Fermat dat er geen gehele getallen {\displaystyle (x,y,z)} aan de vergelijking voldoen. |
| {\displaystyle x^{2}-ny^{2}=\pm 1}                                                                                         | Deze vergelijking van Pell werd door Euler toegeschreven aan de Engelse wiskundige John Pell, 1611-1685, maar deze vergelijking werd reeds eeuwen eerder uitvoerig bestudeerd door Indiase wiskundigen. Fermat bewees dat deze vergelijking altijd een oplossing heeft, behalve wanneer {\displaystyle n} een kwadraat is. De oplossing is te vinden in een eindig aantal stappen door met behulp van kettingbreuken een benadering van de vierkantswortel van {\displaystyle n} te zoeken.                                   |
| {\displaystyle {\frac {4}{n}}={\frac {1}{x}}+{\frac {1}{y}}+{\frac {1}{z}}}                                                | Het vermoeden van Erdős-Straus stelt dat er voor elk positief geheel getal {\displaystyle n\geq 2}, een oplossing bestaat, waar {\displaystyle x,y} en {\displaystyle z} alle positieve gehele getallen zijn. Hoewel meestal niet in deze vorm geformuleerd, is dit voorbeeld equivalent aan de volgende vergelijking {\displaystyle 4xyz=yzn+xzn+xyn=n\ (yz+xz+xy)}, met de beperking dat {\displaystyle x,y} en {\displaystyle z} geen 0 mogen zijn. De vergelijking is naar een diofantische vergelijking om te schrijven. |
| {\displaystyle (x-1)!+1=yx}                                                                                                | De enige oplossingen met {\displaystyle x>1} zijn volgens de stelling van Wilson die waarin {\displaystyle x} een priemgetal is. |

## Analyse

### Typische problematiek
In de diofantische analyse stelt men over diofantische vergelijkingen vragen als:
1. Bestaan er oplossingen?
2. Bestaan er oplossingen die niet gemakkelijk door onderzoek gevonden kunnen worden?
3. Bestaat er een eindig of een oneindig aantal oplossingen?
4. Kunnen in theorie alle oplossingen worden gevonden?
5. Kan men in de praktijk een volledige lijst van oplossingen berekenen?

Deze traditionele problemen zijn vaak eeuwenlang onopgelost gebleven. Pas geleidelijk aan zijn wiskundigen de diepte van sommige van deze vragen gaan begrijpen. De neiging om deze vragen als puzzels te behandelen is minder geworden.

### Diofantische vergelijkingen in India

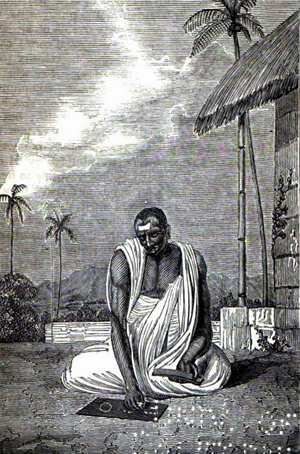
Brahmagupta

Er werd in India al tussen 800 v.Chr. en 500 v.Chr geprobeerd diofantische vergelijkingen op te lossen, wat heeft geresulteerd in de Sulba Sutra, teksten die door Indiase wiskundigen uit die tijd zijn geschreven. Baudhayana, rond 800 v.Chr., vond twee verzamelingen van positieve oplossingen voor een verzameling van diofantische vergelijkingen, en poogde ook simultane diofantische vergelijkingen met tot vier onbekenden op te lossen. Apastamba, rond 600 v.Chr, probeerde simultane diofantische vergelijkingen met tot vijf onbekenden op te lossen.
Diofantische vergelijkingen werden later in het middeleeuwse India uitgebreid bestudeerd door wiskundigen, die de eersten waren die systematisch naar methoden zochten om de integrale oplossingen van diofantische vergelijkingen te bepalen. Systematische methoden voor het vinden van geheeltallige oplossingen van diofantische vergelijkingen kunnen vanaf de tijd van Aryabhata, rond 499 n.Chr, in Indiase wiskundige teksten worden gevonden. De eerste expliciete beschrijving van de algemene integrale oplossing van de lineaire diofantische vergelijking {\displaystyle ay+bx=c} komt men in zijn tekst, de Aryabhatiya, tegen. Dit algoritme wordt beschouwd als een van de belangrijkste bijdragen van Aryabhata aan de zuivere wiskunde. De techniek werd door Aryabhata toegepast om integrale oplossingen van simultane diofantische vergelijkingen van de eerste orde te vinden, een probleem met belangrijke toepassingen in de astronomie.
Aryabhata beschreef het algoritme in slechts twee strofen van zijn Aryabhatiya. Zijn cryptische verzen werden in de 6e eeuw door Bhaskara I in zijn commentaar Aryabhatiya Bhasya uitgewerkt. Bhaskara I illustreerde de regel van Aryabhata met diverse voorbeelden, waaronder 24 concrete problemen uit de astronomie. Zonder de uitleg van Bhaskara I zou het moeilijk zijn geweest om Aryabhata's verzen juist te interpreteren. Bhaskara I noemde de methode treffend kuttaka: verpulvering. Het idee van de kuttaka werd later door de Indiase wiskundigen in eerste instantie zo belangrijk geacht dat zij hele onderwerp van de algebra aanvankelijk kuttaka-ganita, of simpelweg kuttaka noemden.
Brahmagupta, in 628, behandelde moeilijkere diofantische vergelijkingen. Hij onderzocht de vergelijking van Pell. In zijn Samasabhavana legde hij een procedure uit om diofantische vergelijkingen van de tweede orde, zoals {\displaystyle 61x^{2}+1=y^{2}} op te lossen. Deze methoden waren op dat moment in het westen onbekend. Deze zelfde vergelijking werd in 1657 door de Franse wiskundige Pierre de Fermat als een probleem gesteld, de oplossing werd zeventig jaar later door Leonhard Euler gevonden. In India was de oplossing van deze vergelijking echter al eeuwen eerder door Bhāskara II gevonden, rond 1150. Dezelfde wiskundige vond ook de oplossing voor de vergelijking van Pell. Hierbij maakte hij gebruik van een aangepaste versie van de methode van Brahmagupta.

### 17e en 18e eeuw

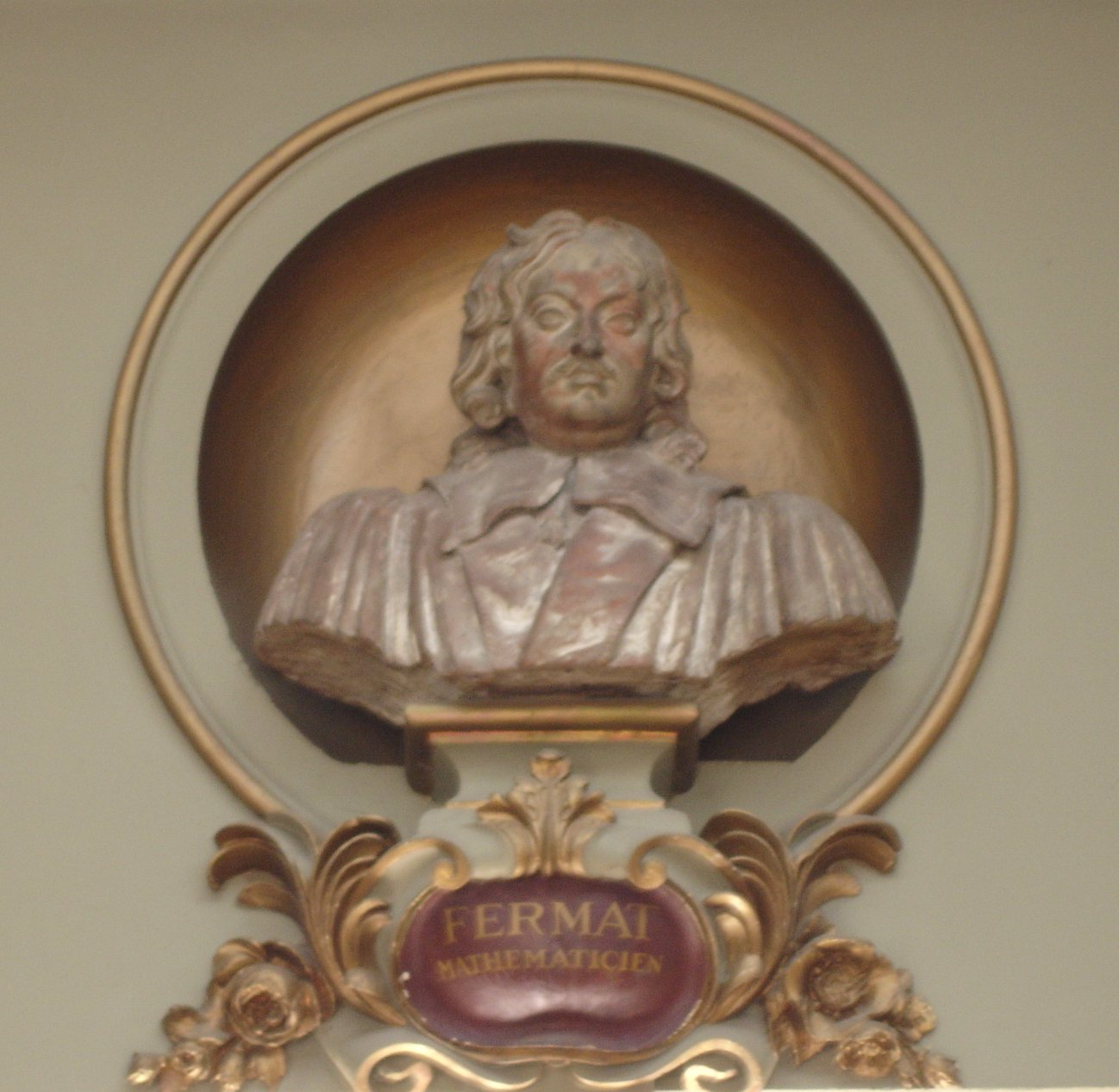
Pierre de Fermat

In 1637 krabbelde Pierre de Fermat in de marge van zijn exemplaar van de Arithmetica de opmerking dat de vergelijking {\displaystyle a^{n}+b^{n}=c^{n}} geen oplossingen heeft voor enige n groter dan twee. Hij schreef daarbij: Hiervoor heb ik een werkelijk schitterend bewijs, de marge van deze bladzijde is echter niet groot genoeg om dit bewijs te bevatten. Een dergelijk bewijs ontging wiskundigen echter eeuwenlang. Als een onbewezen vermoeden werd de stelling bekend als de laatste stelling van Fermat. Pas in 1994 wist de Britse wiskundige Andrew Wiles deze laatste stelling van Fermat te bewijzen.
Fermat probeerde in 1657 de diofantische vergelijking {\displaystyle 61x^{2}+1=y^{2}}, die reeds meer dan 1000 jaar eerder door Brahmagupta was opgelost, op te lossen. De vergelijking werd in het begin van de 18e eeuw door Leonhard Euler opgelost. Deze Zwitserse wiskundige slaagde er ook in een aantal andere diofantische vergelijkingen op te lossen.

### Hilberts tiende probleem

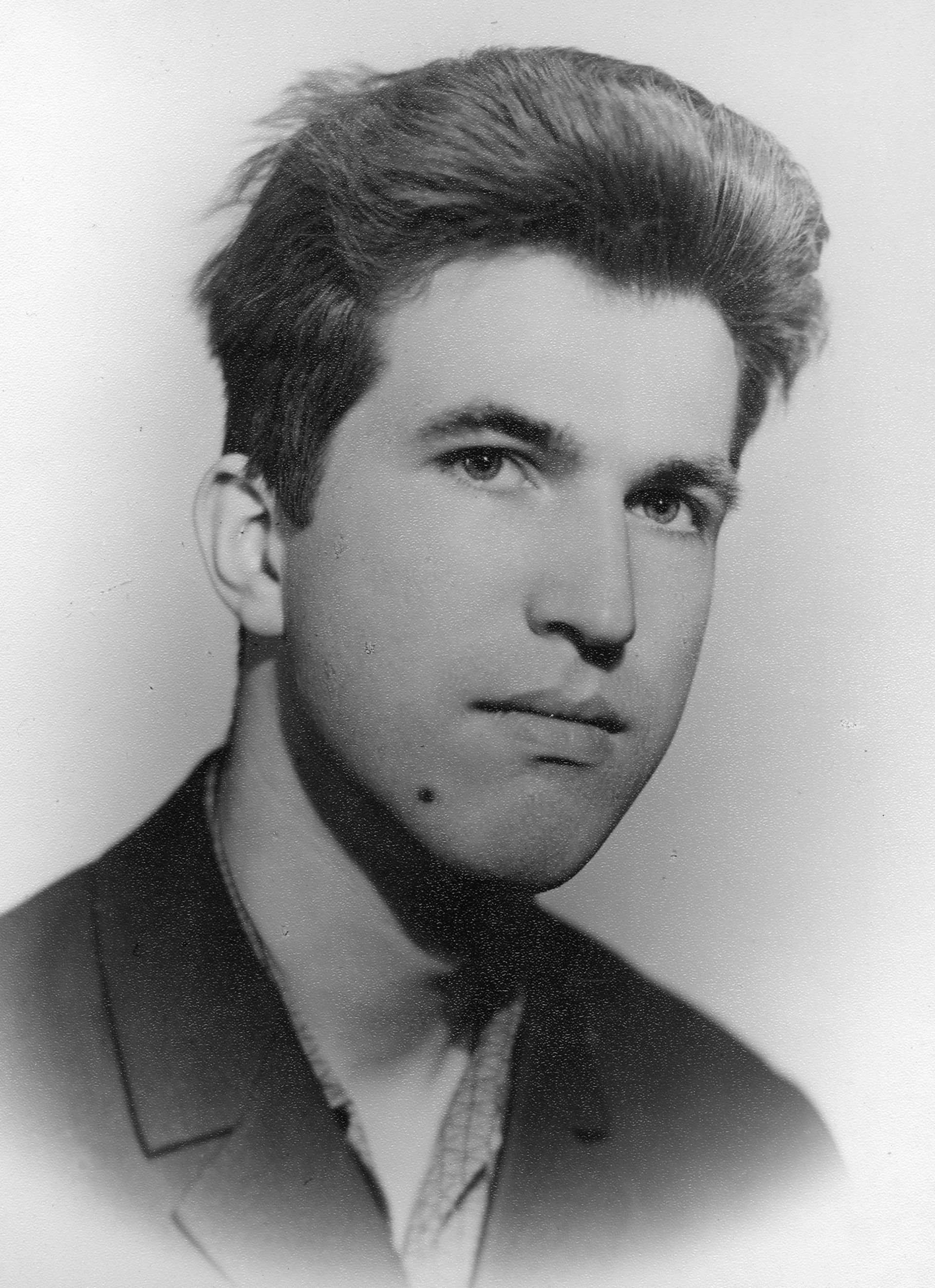
Joeri Matijasevitsj in 1969

Het was het tiende probleem van Hilbert gegeven een diofantische vergelijking te kunnen bepalen dat er gehele getallen zijn te vinden die aan die vergelijking voldoen. Joeri Matijasevitsj toonde in 1970 aan dat dat niet altijd mogelijk is. De diofantische meetkunde waarin technieken uit de algebraïsche meetkunde worden gebruikt, is als gevolg hiervan blijven groeien, aangezien het niet nuttig meer was willekeurige vergelijkingen te onderzoeken. De aandacht wendde zich op vergelijkingen, die ook een meetkundige betekenis hebben.

### Modern onderzoek
Een van de weinige algemene benaderingen is door middel van het principe van Hasse. De traditionele methode, die van de oneindige afdaling, heeft echter een lange weg afgelegd en is volledig gebruikt.
De diepte van de studie van de algemene diofantische vergelijkingen blijkt wel uit de karakterisering van diofantische verzamelingen als recursief aftelbaar. Het algemene probleem van de vergelijkingen is in andere woorden universeel, dit houdt in, dat algemene diofantische vergelijkingen niet kunnen worden opgelost door het probleem opnieuw te formuleren in andere termen.
Het onderwerp van de diofantische benadering gaat over gevallen van diofantische ongelijkheden. Hier worden de variabelen nog steeds geacht geheel te zijn, maar mogen sommige coëfficiënten irrationale getallen zijn en wordt het gelijkheidsteken vervangen door de boven- en ondergrenzen.
De meest gevierde vraag in het veld, het vermoeden dat bekendstond als de laatste stelling van Fermat, werd in 1994 bewezen door Andrew Wiles. Wiles maakte hierbij geen gebruik van instrumenten uit de getaltheorie, binnen welk deelgebied van de wiskunde het vermoeden oorspronkelijk werd geformuleerd, maar hij benutte integendeel een heel scala van instrumenten uit de analyse, die bijna alle pas in de afgelopen eeuw waren ontwikkeld. Andere belangrijke resultaten, zoals de stelling van Faltings, hebben oude vermoedens uit de weg geruimd.

## Lineaire diofantische vergelijkingen
Lineaire diofantische vergelijkingen hebben de vorm
{\displaystyle ax+by=c}
Als {\displaystyle c} de grootste gemene deler van {\displaystyle a} en {\displaystyle b} is dan is dit de identiteit van Bézout en heeft de vergelijking een oneindig aantal oplossingen. Deze kunnen worden gevonden door het uitgebreid algoritme van Euclides toe te passen. Hieruit volgt dat deze identiteit ook een oneindig aantal oplossingen heeft, als {\displaystyle c} een veelvoud is van de grootste gemene deler van {\displaystyle a} en {\displaystyle b}. Als {\displaystyle c} geen veelvoud van de grootste gemene deler van {\displaystyle a} en {\displaystyle b} is, dan heeft de diofantische vergelijking {\displaystyle ax+by=c} geen oplossingen.

## Exponentiële diofantische vergelijkingen

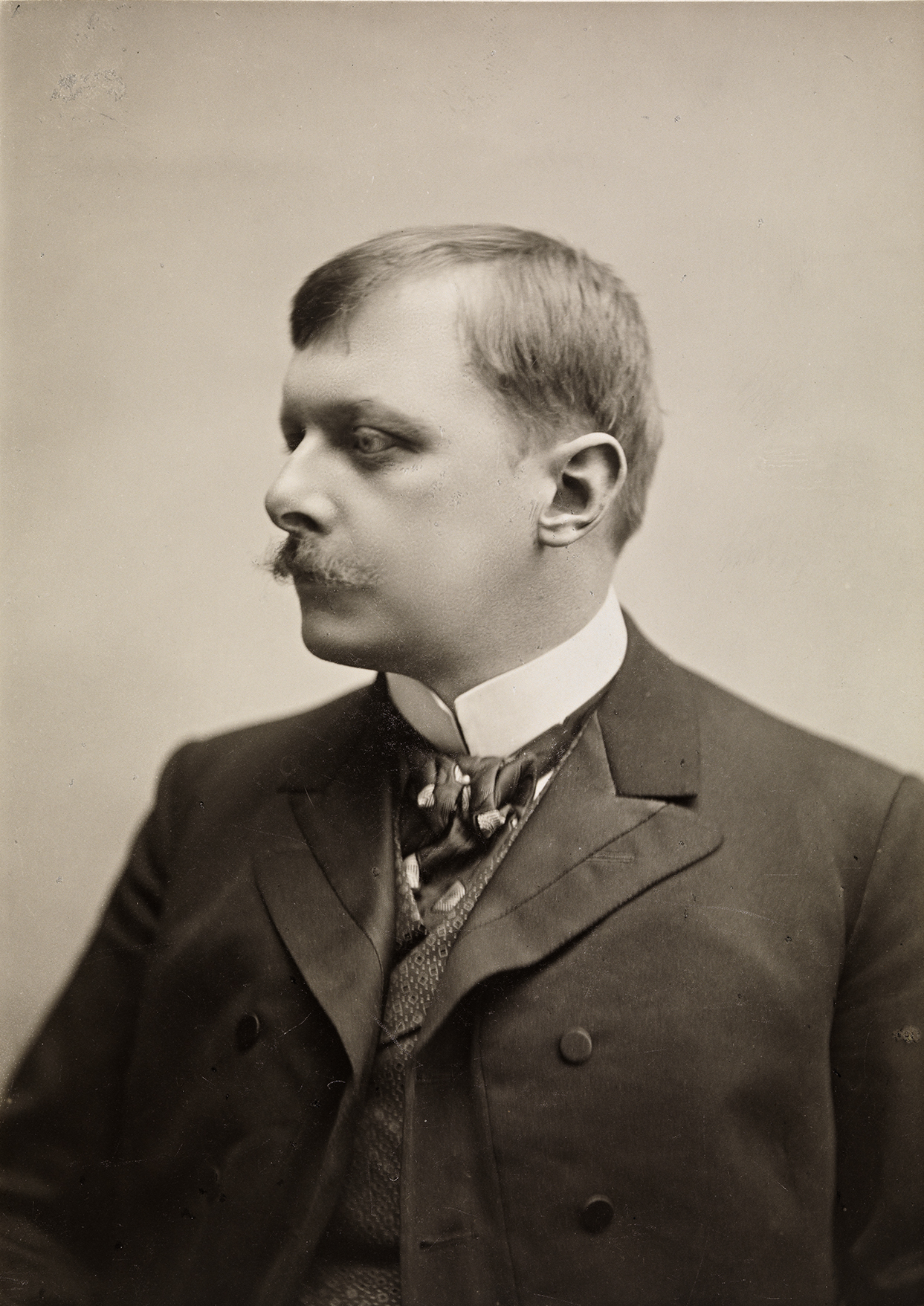
Carl Størmer

Wanneer een diofantische vergelijking extra variabele(n) heeft in de vorm van exponenten, noemt men dit een exponentiële diofantische vergelijking. Een voorbeeld hiervan is de vergelijking van Ramanujan-Nagell, {\displaystyle 2^{n}-7=x^{2}}. Dergelijke vergelijkingen kennen geen algemene theorie; voor specifieke gevallen, zoals het vermoeden van Catalan heeft men een oplossingsmethode gevonden, maar voor de meerderheid van de gevallen heeft men alleen door middel van ad-hocmethoden, zoals de stelling van Størmer of zelfs door trial-and-error, oplossingen kunnen vinden.